# Cupa României 1940-1941
Ediția 1940-1941 a fost a opta ediție a Cupei României la fotbal. Rapid București și-a continuat dominația în a doua competiție fotbalistică a României, obținând trofeul pentru a cincea oară la rând. Al Doilea Război Mondial și-a pus amprenta pe finala competiției, organizatorii amânând-o în câteva rânduri din cauza nesiguranței provocată de începutul conflagrației. În cele din urmă, ultimul act a fost programat pe 8 septembrie 1941. Lovitura de începere a finalei a fost dată cu o minge sovietică găsită la cucerirea Tiraspolului, balonul fiind apoi oferit câștigătorilor.

## Șaisprezecimi
| Data     | Echipa gazdă                   | Scor          | Echipa oaspete                       |
| -------- | ------------------------------ | ------------- | ------------------------------------ |
| 16.10.40 | Unirea Tricolor (Div.A)        | 3 - 2         | (District) Militari București        |
| 16.10.40 | Rapid București (Div.A)        | 4 - 3         | (District) Leonida București         |
| 16.10.40 | Venus București (Div.A)        | 4 - 2         | (District) CFR București Triaj       |
| 27.10.40 | Dunărea Galați (Div.A)         | 3 - 0 (d.p.)  | (Div.A) Dacia Unirea Brăila          |
| 27.10.40 | Jiul Petroșani (Div.2)         | 2 - 0         | (Div.A) UD Reșița                    |
| 27.10.40 | CS Metrom Brașov (District)    | 1 - 7         | (Div.A) Sportul Studențesc           |
| 27.10.40 | Juventus București (Div.2)     | 4 - 1         | (District) Socec Lafayette București |
| 27.10.40 | Rapid Timișoara (Div.2)        | 5 - 2         | (Div.A) Gloria Arad                  |
| 27.10.40 | Metalurgistul Cugir (District) | 5 - 2         | (Div.2) Chinezul                     |
| 27.10.40 | Ateneul Tătărași (Div.2)       | 5 - 10 (d.p.) | (Div.2) Franco-Româna⁠(d)             |
| 27.10.40 | CFR Turnu Severin (Div.2)      | 3 - 1         | (Div.A) FC Craiova                   |
| 27.10.40 | Metalosort Călan (Div.2)       | 2 - 1         | (Div.A) Aurul Brad                   |
| 27.10.40 | AS Constanța (Div.2)           | 2 - 3         | (Div.A) FC Ploiești                  |
| 27.10.40 | Carmen București (District)    | 3 - 2         | (Div.2) Olympia                      |
| 08.11.40 | Crișana CFR Arad (Div.2)       | 4 - 2         | (Div.A) Ripensia                     |
| 08.11.40 | Electrica Timișoara (Div.2)    | 2 - 1         | (Div.2) CFR Timișoara                |

## Optimi
| Data     | Echipa gazdă        | Scor            | Echipa oaspete      |
| -------- | ------------------- | --------------- | ------------------- |
| 20.04.41 | Metalurgistul Cugir | 1 - 3           | Juventus București  |
| 23.04.41 | CFR Turnu Severin   | 1 - 2           | Rapid Timișoara     |
| 23.04.41 | Venus București     | 3 - 2 (d.p.)    | Sportul Studențesc  |
| 23.04.41 | FC Ploiești         | 1 - 0           | Carmen București    |
| 23.04.41 | Franco-Româna⁠(d)    | 0 - 3 (d.p.)    | Unirea Tricolor     |
| 23.04.41 | Dunărea Galați      | 0 - 3           | Rapid București     |
| 23.04.41 | Metalosort Călan    | 3 - 0 (forfait) | Jiul Petroșani      |
| 24.04.41 | Crișana CFR Arad    | 2 - 1           | Electrica Timișoara |

## Sferturi
| Data     | Echipa gazdă    | Scor  | Echipa oaspete     |
| -------- | --------------- | ----- | ------------------ |
| 22.05.41 | Rapid Timișoara | 4 - 0 | FC Ploiești        |
| 25.05.41 | Venus București | 3 - 0 | Crișana CFR Arad   |
| 25.05.41 | Unirea Tricolor | 6 - 0 | Metalosort Călan   |
| 25.05.41 | Rapid București | 5 - 1 | Juventus București |

## Semifinale
| Data     | Echipa gazdă    | Scor  | Echipa oaspete  |
| -------- | --------------- | ----- | --------------- |
| 11.06.41 | Unirea Tricolor | 4 - 1 | Rapid Timișoara |
| 11.06.41 | Rapid București | 4 - 2 | Venus București |

## Finala
| RAPID:        |                    |
|               |                    |
| P             | Robert Sadowski    |
| F             | Remus Ghiurițan    |
| F             | Iosif Lengheriu    |
| M             | Vintilă Cossini    |
| M             | Gheorghe Rășinaru  |
| M             | Ioan Wetzer        |
| A             | Vilim Sipos        |
| A             | Ioachim Moldoveanu |
| A             | Iuliu Baratky      |
| A             | Radu Florian       |
| A             | Ioan Bogdan        |
| Antrenor:     |                    |
| Iuliu Baratky |                    |

| UNIREA TRICOLOR: |                         |
|                  |                         |
| P                | Vasile Cristea          |
| F                | Ilie Iliescu            |
| F                | Constantin Marinescu    |
| M                | Nicolae Florea          |
| M                | Constantin Anghelache   |
| M                | Tudor Paraschiva        |
| A                | Ioan Bodea              |
| A                | Ion Dumitrescu          |
| A                | Valeriu Sonny Niculescu |
| A                | Ștefan Cârjan           |
| A                | Theodoru Criciotoiu     |
| Antrenor:        |                         |
| Ștefan Cârjan    |                         |

| Câștigătorii Cupei României, ediția 1940–41 |
| ------------------------------------------- |
| Rapid București 6-lea titlu                 |